# Tarcisio Catanese
Tarcisio Catanese (Palermo, 6 settembre 1967 – Altofonte, 2 marzo 2017) è stato un calciatore e allenatore di calcio italiano, di ruolo centrocampista.

## Carriera

### Giocatore
Cresciuto calcisticamente nel Napoli senza giocarvi in campionato, dal 1986 al 1989 gioca nella Reggina, due stagioni di Serie C1 e una di Serie B, al termine della quale va al Parma, dove rimane sino al 1992, giocando una stagione in Serie B e due in Serie A, totalizzando 40 presenze e 2 gol in massima serie.
All'inizio della  stagione successiva è al Bologna in Serie B e ad ottobre viene ceduto al Cosenza, sempre fra i cadetti, dove è titolare.
Comincia il campionato 1993-1994 alla Reggiana in Serie A e non venendo mai impiegato viene ceduto, ancora ad ottobre, al Ravenna in Serie B.
La stagione seguente è ancora in Serie B all'Ancona, mentre nel 1995-1996 torna al Parma in Serie A, dove totalizza 5 presenze.
Di lì in poi è solo Serie C1 e Serie C2 con Como, Cremonese (dove ottiene una promozione in Serie B venendo ceduto), Montevarchi, Brescello e Reggiana, con cui chiude la carriera da professionista nel 2003 in Serie C2.
In Serie A ha giocato 45 partite siglando 2 reti.

### Allenatore
Dopo un'esperienza nelle giovanili del Parma, ha esperienze da giocatore-allenatore con il Chiusi in Serie D e con il Monticelli in Eccellenza emiliana.
Nel 2006 passa ad allenare il Trapani, con cui riesce a centrare alla seconda stagione la promozione in Serie D. Rimanendo anche nella stagione successiva, dopo una sconfitta interna con la Nissa, alla 31ª giornata, viene esonerato il 23 marzo 2009, a cinque giornate dal termine.
Dopo aver ricoperto per conto della Juventus l'incarico di osservatore in Sicilia, il 17 luglio 2011 diventa allenatore degli Allievi Nazionali del Palermo.
Il 18 luglio 2012 torna ad allenare una squadra di Serie D, la Nissa.
Nell'estate del 2013 ha gestito gli allenamenti dell'Équipe Sicilia, progetto che ha lo scopo di tenere in allenamento calciatori svincolati in attesa di futuro tesseramento. Con lui hanno lavorato Ignazio Arcoleo, Roberto Chiappara e Vitrano per la preparazione dei portieri.
Dal dicembre 2013 diventa allenatore del Licata  successivamente della Folgore di Castelvetrano.

### Morte
Muore nel marzo 2017, all'età di 49 anni, stroncato da un infarto.

## Statistiche

### Presenze e reti nei club
| Stagione           | Squadra            | Campionato         | Campionato | Campionato | Coppe nazionali | Coppe nazionali | Coppe nazionali | Coppe continentali | Coppe continentali | Coppe continentali | Altre coppe | Altre coppe | Altre coppe | Totale | Totale |
| Stagione           | Squadra            | Comp               | Pres       | Reti       | Comp            | Pres            | Reti            | Comp               | Pres               | Reti               | Comp        | Pres        | Reti        | Pres   | Reti   |
| ------------------ | ------------------ | ------------------ | ---------- | ---------- | --------------- | --------------- | --------------- | ------------------ | ------------------ | ------------------ | ----------- | ----------- | ----------- | ------ | ------ |
| 1986-1987          | Reggina            | C1                 | 5          | 0          | -               | -               | -               | -                  | -                  | -                  | -           | -           | -           | 5      | 0      |
| 1987-1988          | Reggina            | C1                 | 28         | 1          | CI-C            | ?               | ?               | -                  | -                  | -                  | -           | -           | -           | 28+    | 1+     |
| 1988-1989          | Reggina            | B                  | 32+1       | 3+0        | CI              | 5               | 0               | -                  | -                  | -                  | -           | -           | -           | 38     | 3      |
| Totale Reggina     | Totale Reggina     | Totale Reggina     | 65+1       | 4+0        |                 | 5+              | 0+              |                    | -                  | -                  |             | -           | -           | 71     | 4      |
| 1989-1990          | Parma              | B                  | 34         | 2          | CI              | 1               | 0               | -                  | -                  | -                  | -           | -           | -           | 35     | 2      |
| 1990-1991          | Parma              | A                  | 20         | 0          | CI              | 2               | 0               | -                  | -                  | -                  | -           | -           | -           | 22     | 0      |
| 1991-1992          | Parma              | A                  | 20         | 2          | CI              | 8               | 1               | CC                 | 0                  | 0                  | -           | -           | -           | 28     | 3      |
| lug.-ott. 1992     | Bologna            | B                  | 7          | 0          | CI              | 1               | 0               | -                  | -                  | -                  | -           | -           | -           | 8      | 0      |
| ott. 1992-1993     | Cosenza            | B                  | 28         | 0          | CI              | -               | -               | -                  | -                  | -                  | -           | -           | -           | 28     | 0      |
| 1993-gen. 1994     | Reggiana           | A                  | 0          | 0          | CI              | 2               | 0               | -                  | -                  | -                  | -           | -           | -           | 2      | 0      |
| gen.-giu. 1994     | Ravenna            | B                  | 14         | 2          | CI              | -               | -               | -                  | -                  | -                  | -           | -           | -           | 14     | 2      |
| 1994-1995          | Ancona             | B                  | 26         | 3          | CI              | 1               | 1               | -                  | -                  | -                  | -           | -           | -           | 27     | 4      |
| 1995-1996          | Parma              | A                  | 5          | 0          | CI              | 0               | 0               | CdC                | 1                  | 0                  | SI          | 0           | 0           | 6      | 0      |
| 1996-gen. 1997     | Parma              | A                  | 0          | 0          | CI              | 0               | 0               | CU                 | 0                  | 0                  | -           | -           | -           | 0      | 0      |
| Totale Parma       | Totale Parma       | Totale Parma       | 79         | 4          |                 | 11              | 1               |                    | 1                  | 0                  |             | 0           | 0           | 91     | 5      |
| gen.-giu. 1997     | Como               | C1                 | 12         | 2          | CI+CI-C         | 0+?             | 0+?             | -                  | -                  | -                  | -           | -           | -           | 12+    | 2+     |
| 1997-1998          | Cremonese          | C1                 | 26+3       | 3+0        | CI+CI-C         | 2+?             | 0+?             | -                  | -                  | -                  | -           | -           | -           | 31+    | 3+     |
| 1998-1999          | Montevarchi        | C1                 | 23         | 1          | CI-C            | ?               | ?               | -                  | -                  | -                  | -           | -           | -           | 23+    | 1+     |
| 1999-2000          | Montevarchi        | C1                 | 29+2       | 1+0        | CI-C            | ?               | ?               | -                  | -                  | -                  | -           | -           | -           | 31+    | 1+     |
| Totale Montevarchi | Totale Montevarchi | Totale Montevarchi | 52+2       | 2+0        |                 | ?               | ?               |                    | -                  | -                  |             | -           | -           | 54+    | 2+     |
| 2000-2001          | Brescello          | C1                 | 23+2       | 1+0        | CI+CI-C         | 3+?             | 1+?             | -                  | -                  | -                  | -           | -           | -           | 28+    | 2+     |
| 2001-2002          | Brescello          | C2                 | 31+4       | 5+0        | CI-C            | ?               | ?               | -                  | -                  | -                  | -           | -           | -           | 35+    | 5+     |
| Totale Brescello   | Totale Brescello   | Totale Brescello   | 54+6       | 6+0        |                 | 3+              | 1+              |                    | -                  | -                  |             | -           | -           | 63+    | 7+     |
| 2002-2003          | Reggiana           | C1                 | 10         | 0          | CI-C            | ?               | ?               | -                  | -                  | -                  | -           | -           | -           | 10+    | 0+     |
| Totale Reggiana    | Totale Reggiana    | Totale Reggiana    | 10         | 0          |                 | 2+              | 0+              |                    | -                  | -                  |             | -           | -           | 12+    | 0+     |
| Totale carriera    | Totale carriera    | Totale carriera    | 385        | 26         |                 | 25+             | 3+              |                    | 1                  | 0                  |             | 0           | 0           | 411+   | 29+    |

## Palmarès

### Giocatore
- Coppa Italia: 1

Parma: 1991-1992
- Coppa Italia Serie C: 1

Como: 1996-1997